# Palanca, Călărași
Palanca este un sat în comuna Hîrjauca din Raionul Călărași, Republica Moldova.

## Vezi și
- Biserica de lemn din Palanca